# Iwan Dorba
Iwan Wasiliewicz Dorba, ros. Иван Васильевич Дорба (ur. 25 stycznia 1906 r. na Ukrainie, zm. w 1998 r.) – rosyjski emigracyjny działacz polityczny, radziecki tłumacz i pisarz, współpracownik sowieckich służb specjalnych.
Urodził się jako Władimir Dmitrijewicz Czebotajew. W okresie wojny domowej w Rosji lat 1917–1922 jego rodzice wyjechali do Królestwa SHS. W 1927 r. ukończył krymski korpus kawalerii. Pracował jako geodeta. Jednocześnie wstąpił do Narodowego Związku Pracujących (NTS). Pod koniec 1939 r. wraz z kilkoma innymi Białymi Rosjanami został wysłany przez NTS z tajną misją do ZSRR, ale został aresztowany podczas przekraczania granicy. Podjął współpracę z NKWD. Zmienił nazwisko na Iwan Wasiliewicz Dorba. Ukończył geodezyjny instytut budowlany w Charkowie, po czym pracował jako inżynier-geodeta. Po ataku wojsk niemieckich na ZSRR 22 czerwca 1941 r., znalazł się w rezerwie oficerskiej Armii Czerwonej. Od kwietnia 1942 r. dowodził plutonem 85 Samodzielnego Batalionu Saperskiego. W październiku tego roku został ranny. Po wyleczeniu pełnił funkcję tłumacza w oddziale wywiadowczym sztabu 2 Frontu Nadbałtyckiego. Po zakończeniu wojny zajmował się przekładami na język rosyjski powieści ukraińskich i jugosłowiańskich pisarzy. Od 1961 r. był członkiem Związku Pisarzy ZSRR. W 1981 r. napisał książkę pt. "Белые тени", zaś w 1983 r. "Под опущенным забралом", w których opisał w sposób skrajnie negatywny życie emigrantów rosyjskich w Jugosławii i działalność NTS. Otrzymał za nie nagrodę literacką KGB. Ponadto jego autorstwa były kolejne powieści pt. "Загадки Стамбула" i "Дар медузы".